# Vezza d’Alba
Vezza d’Alba (piemontiul: Vëssa) település Olaszországban, Piemont régióban, Cuneo megyében. Lakosainak száma 2341 fő (2023. január 1.). Vezza d’Alba Canale, Castagnito, Castellinaldo, Corneliano d’Alba, Guarene, Montaldo Roero és Monteu Roero községekkel határos.

## Népesség
A település lakossága az elmúlt években az alábbi módon változott:
| Lakosok száma | 2293 | 2288 | 2341 |
|               | 2017 | 2018 | 2023 |